# 欧根·埃克曼

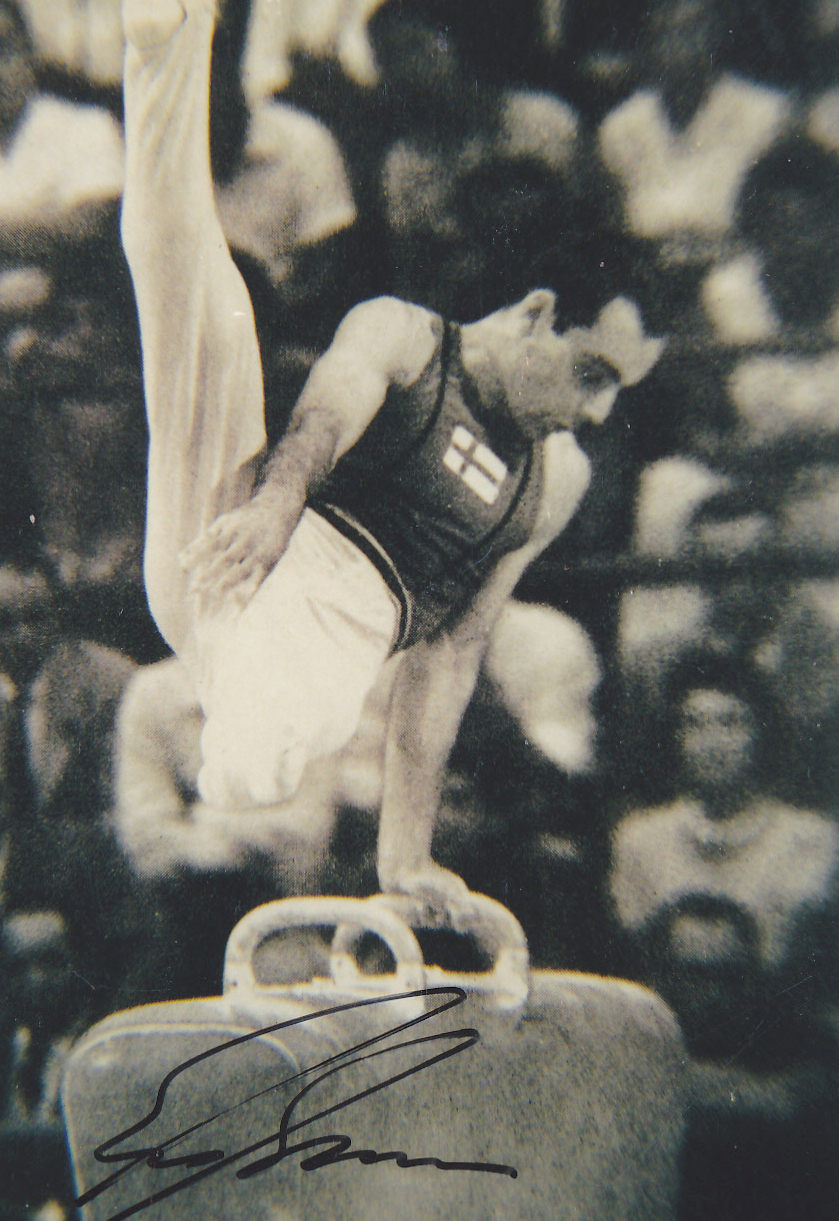
欧根·埃克曼

欧根·埃克曼（瑞典語：Eugen Ekman，1937年10月27日—），芬兰男子竞技体操运动员。他曾代表芬兰获得1960年夏季奥运会体操比赛男子鞍马金牌。他也参加了1964年夏季奥运会。